# 一生一世 (2014年電影)
《一生一世》（英語：But Always）是一部於2014年上映的香港電影，由鄒佡擔任導演，張一白監製，以及由謝霆鋒、高圓圓、秦昊、洛詩等演出。苹果新品发布会與911事件也出现在该电影的劇情。中国大陆票房2.3亿人民币。

## 劇情
1972年到2001年，安然和趙永遠的愛情跨越了世紀。從兩小無猜到情竇初開，當趙永遠再次見到安然時，兩人封存多年的友誼迅速轉化成愛情。時光流轉裹挾著他們闖入了新的世界，從北京到紐約，從凌亂糾葛到難捨難分，他們發現最難割捨的依然對彼此的情感......

## 演員
| 演員                | 角色       |
| 謝霆鋒 童年：史彭元 | 趙永遠     |
| 高圆圆 童年：施欣怡 | 安然       |
| 洛詩                | 曉君       |
| 秦昊                | 邁克爾     |
| 佟大为              | 英語老師   |
| 杜海涛              | 孙跃进     |
| 林雪                | 老季       |
| 高捷                | 安然的爸爸 |

## 外部連結
- 開眼電影網上《一生一世》的資料（繁體中文）
- 香港影庫上《一生一世》的資料（繁體中文）
- 豆瓣电影上《一生一世》的資料 （简体中文）
- 时光网上《一生一世》的資料（简体中文）
- AllMovie上《一生一世》的资料（英文）
- 爛番茄上《一生一世》的資料（英文）
- Box Office Mojo上《一生一世》的資料（英文）
- Metacritic上《一生一世》的資料（英文）
- 互联网电影数据库（IMDb）上《一生一世》的资料（英文）